# Мясников, Александр Сергеевич (Герой Советского Союза)
Алекса́ндр Серге́евич Мяснико́в (1925—1943) — красноармеец Рабоче-крестьянской Красной Армии, участник Великой Отечественной войны, Герой Советского Союза (1943).

## Биография
Александр Мясников родился 19 февраля 1925 года в селе Власово (ныне — Ермишинский район Рязанской области). Проживал в Ташкентской области Узбекской ССР. Окончил восемь классов школы. В январе 1943 года Мясников был призван на службу в Рабоче-крестьянскую Красную Армию. С июля того же года — на фронтах Великой Отечественной войны, командовал отделением 69-й механизированной бригады 9-го механизированного корпуса 3-й гвардейской танковой армии Воронежского фронта. Отличился во время битвы за Днепр.
22 сентября 1943 года отделение Мясникова одним из первых переправилось через Днепр в районе села Зарубинцы Каневского района Черкасской области Украинской ССР и принял активное участие в боях за захват и удержание плацдарма на его западном берегу. Во время боя за Зарубинцы отделением было уничтожено 15 вражеских солдат и офицеров, а в боях за сёла Луковицы и Григоровка — ещё около 50. 29 сентября 1943 года Мясников погиб в бою. Похоронен в братской могиле в селе Малый Букрин Мироновского района Киевской области Украины.
Указом Президиума Верховного Совета СССР от 17 ноября 1943 года за «успешное форсирование Днепра, закрепление и расширение плацдарма на западном берегу реки и проявленные при этом отвагу и геройство» красноармеец Александр Мясников посмертно был удостоен высокого звания Героя Советского Союза. Также был награждён орденом Ленина и медалью «За отвагу».

## Память
- Памятная доска Мясникову Александру Сергеевичу установлена на мемориальном комплексе в посёлке городского типа Ермишь Рязанской области.

Памятная доска Мясникову Александру Сергеевичу